# María Angélica Repetto
María Angélica Cecilia Repetto García (Valparaíso, 22 de noviembre de 1953) es una abogada y jueza chilena, integrante de la Corte Suprema de Chile. También tiene la nacionalidad italiana.

## Trayectoria
Realizó sus estudios escolares en el Colegio de los Sagrados Corazones de Viña del Mar, también conocido como de las Monjas Francesas. Ingresó en 1973 a estudiar derecho en la Pontificia Universidad Católica de Valparaíso, donde fue premiada como la mejor alumna y egresada de su generación. Se tituló de abogada el 9 de junio de 1980.
Ingresó al Poder Judicial de Chile en 1981, desempeñando sus labores exclusivamente en la Región de Valparaíso, en los juzgados 1º Civil de Valparaíso, 1º de Letras de San Felipe y 1º de Letras de Los Andes. En 1983 asume como relatora titular de la Corte de Apelaciones de Valparaíso. Luego, en 1985 asume como Secretaria Abogada del 2º Juzgado del Crimen de Valparaíso, siendo posteriormente designada como jueza titular del 4º Juzgado Civil de Viña del Mar. El 18 de julio de 2002, el presidente Ricardo Lagos la designó como ministra titular de la Corte de Apelaciones de Valparaíso, el que presidió el 2015.
El 22 de mayo de 2019, el presidente Sebastián Piñera propuso su nombre al Senado de Chile como candidata a integrar la Corte Suprema de Justicia, para llenar la vacante provocada por el retiro del ministro Milton Juica. El 17 de junio de ese año, el pleno de la Cámara Alta aprobó su designación por 38 votos a favor, una abstención y el voto en contra de Alejandro Navarro. El 8 de agosto de 2019 prestó el juramento de rigor ante el pleno de la Corte, asumiendo sus funciones con esa data.
Al momento de ser aprobada su designación, reconoció la importancia que su nombramiento es el primero de una mujer de regiones distintas a la Metropolitana de Santiago que llega al más alto tribunal de Chile.
Su designación en la Corte Suprema vino a continuación del fallido intento del Gobierno de Chile de obtener la aprobación del nombre de Dobra Lusic.